# Sternarchorhynchus curumim
Sternarchorhynchus curumim és una espècie de peix pertanyent a la família dels apteronòtids.

## Descripció
- La femella pot arribar a fer 18,1 cm de llargària màxima.[5]

## Hàbitat
És un peix d'aigua dolça, bentopelàgic i de clima tropical.

## Distribució geogràfica
Es troba a Sud-amèrica: la conca del riu Amazones al Brasil.

## Observacions
És inofensiu per als humans.